# Casa dei Cervi

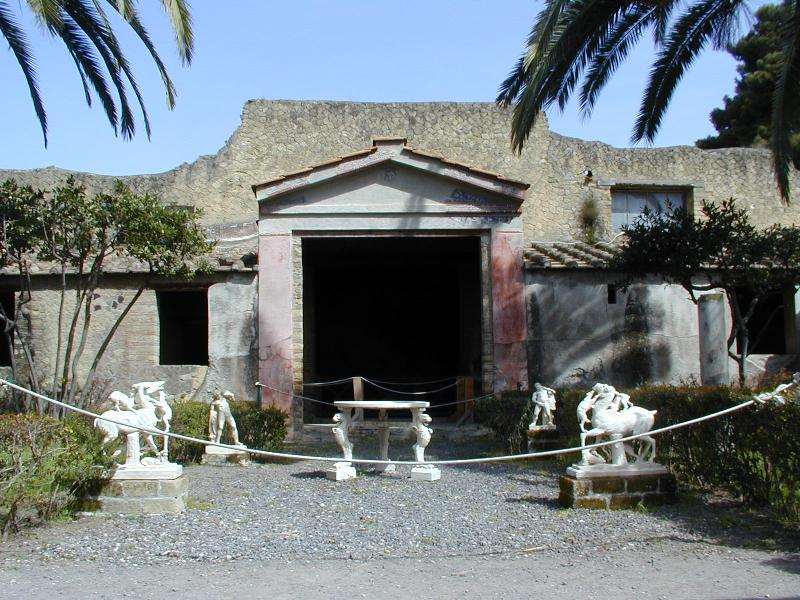
Il giardino

La casa dei Cervi è una casa di epoca romana, sepolta durante l'eruzione del Vesuvio del 79 e ritrovata a seguito degli scavi archeologici dell'antica Ercolano: è così chiamata per via del ritrovamento, nel giardino, di due statue di cervi assaliti da cani.

## Storia e descrizione
La casa dei Cervi fu costruita nel periodo in cui a Roma regnava l'imperatore Claudio ed era di proprietà di uno schiavo di Q. Granius Verus, affrancato poco prima dell'eruzione come testimoniato nella lista degli augustuli ritrovata lungo il decumano massimo, di nome Celer, riconosciuto grazie al bollo sul pane, rinvenuto carbonizzato; con il resto della città, anche l'abitazione fu sepolta sotto una coltre di fango a seguito delle colate piroclastiche dell'eruzione vesuviana del 79 ed esplorata prima tramite cunicoli nel XVIII secolo e poi riportata alla luce da Amedeo Maiuri agli inizi del XX secolo.

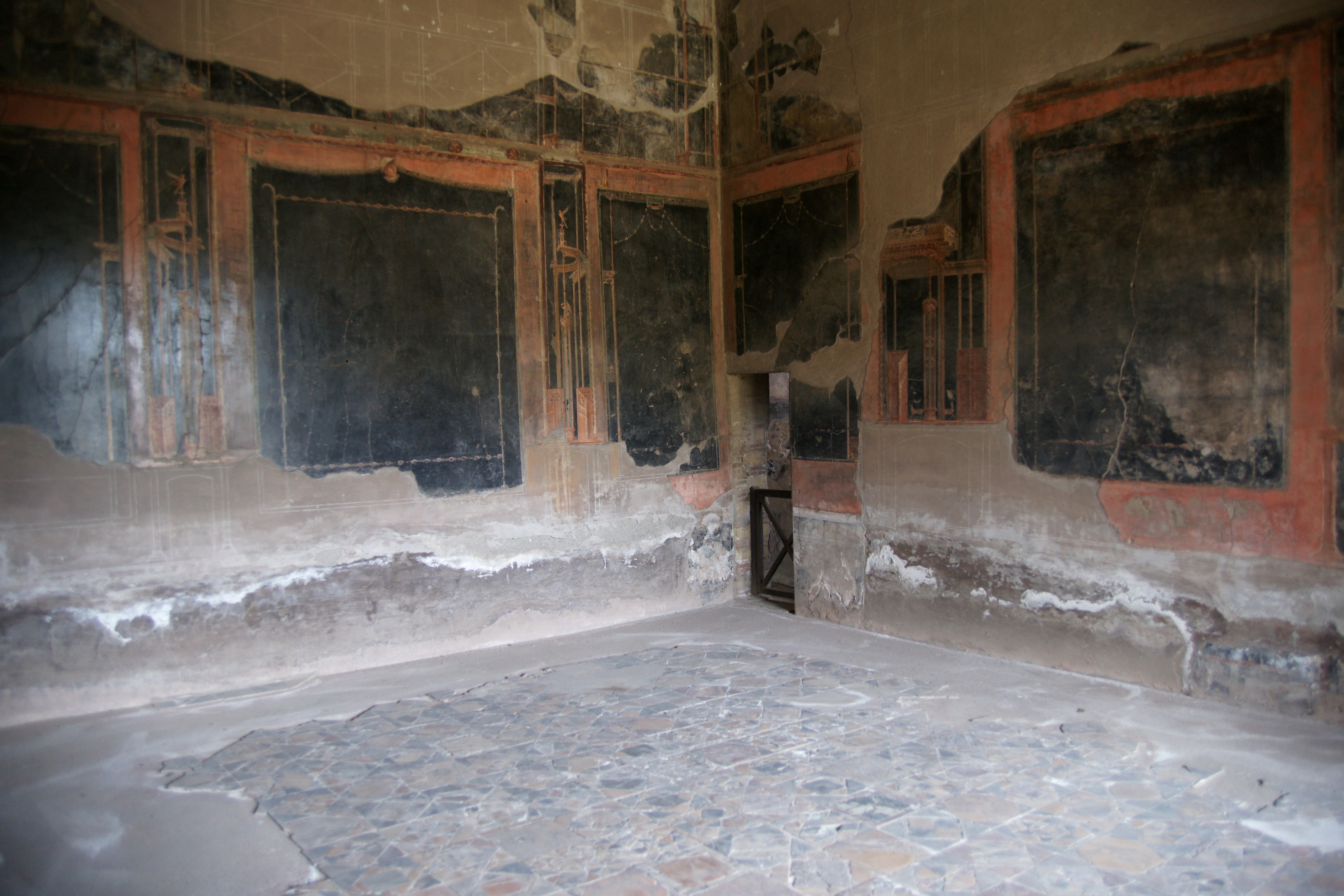
Il triclinio

L'ingresso della casa è posto lungo il cardo V ed ha una superficie di circa millecentonovanta metri quadrati; superate le fauci si accede direttamente all'atrio, senza compluvium ed impluvium, che in questo caso perde la sua funzione originaria di nucleo centrale dell'abitazione, diventando una sorta di corridoio verso gli altri ambienti: questo presenta decorazioni in quarto stile, così altre stanze, con pannelli con zoccolatura in nero, zona mediana in nero e blu e fregio in bianco decorato con disegni di elementi architettonici; sull'atrio, oltre al triclinio e due piccoli cubicoli, si apre anche una scala che conduce al piano superiore e di cui si nota ancora il ballatoio posto lungo il perimetro della stanza. Il triclinio presenta pitture con pannelli neri, incorniciati in rosso, e fregio con elementi architettonici, mentre la pavimentazione è in marmi policromi, disposti a figure geometriche. In asse con l'atrio ed il triclinio si trovano poi una serie di piccoli ambienti, alcuni affrescati con pannelli in rosso, altri in rosso ed arancione ed altri ancora in rosso incorniciati in nero, a cui si aggiungono le classiche decorazioni di disegni di colonne e architetture. Questo lato della casa affaccia sul criptoportico, il quale ha un pavimento a mosaico in bianco e nero ed alle pareti affreschi di sessanta pannelli, alcuni asportati durante le esplorazioni borboniche e conservati al museo archeologico nazionale di Napoli, con scene di nature morte, amorini ed elementi architettonici: illumina l'ambiente una serie di grandi finestre che affacciano direttamente sul giardino, nel quale sono stati ritrovati tavoli circolari e diverse statue tra cui quelle di due cervi aggrediti da cani, un satiro con otre ed un Ercole ubriaco; le pareti del criptoportico che affacciano sul giardino sono affrescate di bianco e rosso e, sul lato nord, un grosso portale con frontone decorato con un mosaico in pasta vitrea raffigurante Oceano, contornato da numerosi amorini su animali marini, dà accesso al tablino: questo ha perso quasi completamente la sua decorazione parietale. Il tablino è affiancato da due diaetae, una delle quali pavimentata in opus sectile e tutti si affacciano su una terrazza, costruita oltre le vecchie mura di cinta della città, dalla quale si godeva il panorama sul golfo di Napoli: questa presenta anche una sorta di gazebo, con pilastri in tufo in opera listata stuccati in bianco e rosso.